# Transcaribe
Transcaribe es el Sistema Integrado de Transporte Masivo de la ciudad de Cartagena. Inició su Operación el 17 de noviembre de 2015 con la etapa pedagógica con los Operadores de Autobuses, posteriormente, el 27 de noviembre de 2015 dio inicio a la etapa pedagógica con usuarios. La etapa pedagógica para la ciudadanía fue inaugurada en su momento por el alcalde Dionisio Vélez, contando como gerente a  Carlos Coronado Yances, quien también desempeñaba el papel de Secretario general del Distrito, El Sistema se inició su etapa de Operación Comercial el 27 de marzo de 2016,  en el mandato de Manuel Vicente Duque como alcalde. Para esta día se contó con la presencia del Presidente  Juan Manuel Santos, junto al Gerente Humberto Ripoll Durango y la ministra de Transporte Natalia Abello Vives.

## Componentes del Sistema de Transporte Masivo
El sistema de transporte masivo está conformado por un corredor troncal principal, que corresponde a la renovada Pedro de Heredia,  la cual cuenta con carriles exclusivos (SOLO BUS), especialmente construidos con una capa de concreto armado de 30 cm de espesor en promedio y un corredor de espacio público de 5 m en promedio para garantizar una adecuada accesibilidad al sistema, cruces peatonales a nivel, estaciones de parada, además de líneas pre-troncales y vías alimentadoras, portales y estaciones de transferencia.

## Troncales del Sistema
Las rutas por donde circula el sistema corresponden a los ejes viales de mayor tráfico de pasajeros de la ciudad de Cartagena, el cual reduce considerablemente el tiempo que le toma a las personas desplazarse por la ciudad. Estas rutas están diseñadas con unos carriles especiales denotados como "Solo Bus" exclusivos para los buses articulados del sistema. Los demás carriles denominados "Mixtos" son para los autos, bicicletas y demás vehículos que no forman parte del SITM.

### Troncal avenida Pedro de Heredia
Es la vía más larga de la ciudad, contiene casi todas las estaciones de articulados y se une con la Avenida la Cordialidad en donde se encuentra la estación de transferencia Madre Bernarda y el Patio-Portal del Gallo.

### Troncal avenida Venezuela
Esta troncal solamente tiene dos estaciones de articulados llamadas "Centro" y "La Bodeguita". Esta vía es de concreto con una pigmentación rojiza para contrastar con los colores del Centro Histórico. El tramo termina en la entrada de la zona turística de Bocagrande, donde los buses hacen el retorno.

## Modalidades de Pago
El pago se hace mediante una tarjeta inteligente. Se pasa la tarjeta por un torniquete electrónico que se encuentra ubicada a la entrada de las estaciones. En caso de que se necesite tomar un alimentador, la tarjeta se pasa en la entrada del bus, logrando hacer transbordo a un bus padrón o articulado sin tener que pagar nuevamente la tarifa.
Las recargas de dichas tarjetas se realizan en las todas las estaciones, patio portal y en los puntos GanaYa autorizados por TransCaribe y COLCARD
Usted puede adquirir la tarjeta por $6000 (PRECIO 2023) en las estaciones, Patio Portal y puntos GanaYa autorizados, vienen en distintos colores, modelos y dibujos.
INFORMACION DE IMPORTANCIA SOBRE LAS TARJETAS DE TRANSCARIBE S.A
Actualmente se conocen tres tipos de tarjetas para el ingreso y uso de las estaciones del SITM
- Tarjeta Anónima: Esta tarjeta esta fabricada en PVC, se puede recargar monto hasta de $100.000 Y puede hacer uso de ellas en estaciones u paraderos autorizados la desventaja de este tipo de tarjeta no se puede recuperar el saldo por lo que no esta personalizado

- Tarjeta Personalizada: Esta tarjeta cuenta con los mismos diseños que la tarjeta Anónima pero la diferencia es que está en la parte frontal cuenta con los nombres y número de documento del usuario, también la tarjeta está registrada en la base de datos de la compañía de recaudo COLCARD esto permite que el usuario ante un eventual caso de perdida, deterioro o robo pueda comunicarse con la compañía para realizar el bloqueo de la tarjeta y la recuperación del saldo que existía en la anterior tarjeta para ser transferido a una nueva tarjeta que viene por cuenta del usuario. A futuro se tiene en cuenta las recargas por Internet. El proceso se realiza en el CAU ubicado en el patio portal solo se necesita del documento del usuario y diligenciar el formulario que se entrega solo en el CAU.

- Tarjeta PMR: Esta tarjeta solo es exclusiva para personas en situación de discapacidad ya que este tipo de tarjeta facilita el ingreso a las estaciones del SITM, Paraderos y Patio Portal, cuenta con los mismos diseños de la tarjeta anónima y se cuenta inscrito a nombre del usuario beneficiado.

## Los vehículos
- Bus tipo articulado

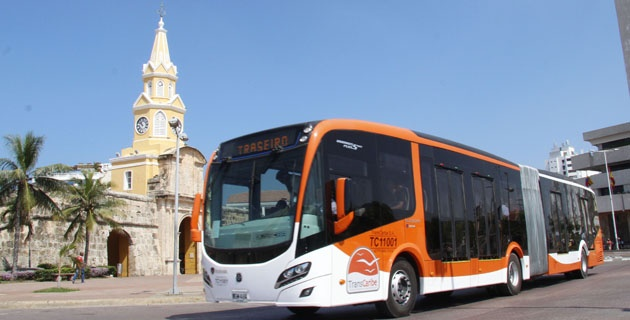
Bus articulado de TransCaribe operando con normalidad.

Es un vehículo compuesto por dos vagones de pasajeros unidos con capacidad total para transportar 160 pasajeros. Se desplaza únicamente por la vía troncal.
- Bus tipo articulado dual

Bus articulado dual de TransCaribe en Patio Portal.

Es un vehículo similar al articulado común de igual capacidad que el anterior, con la diferencia que cuenta con puertas de ambos lados para recoger y dejar pasajeros tanto en los corredores pre-troncales como en las estaciones de la vía troncal, al igual que un bus padrón.
- Bus tipo padrón

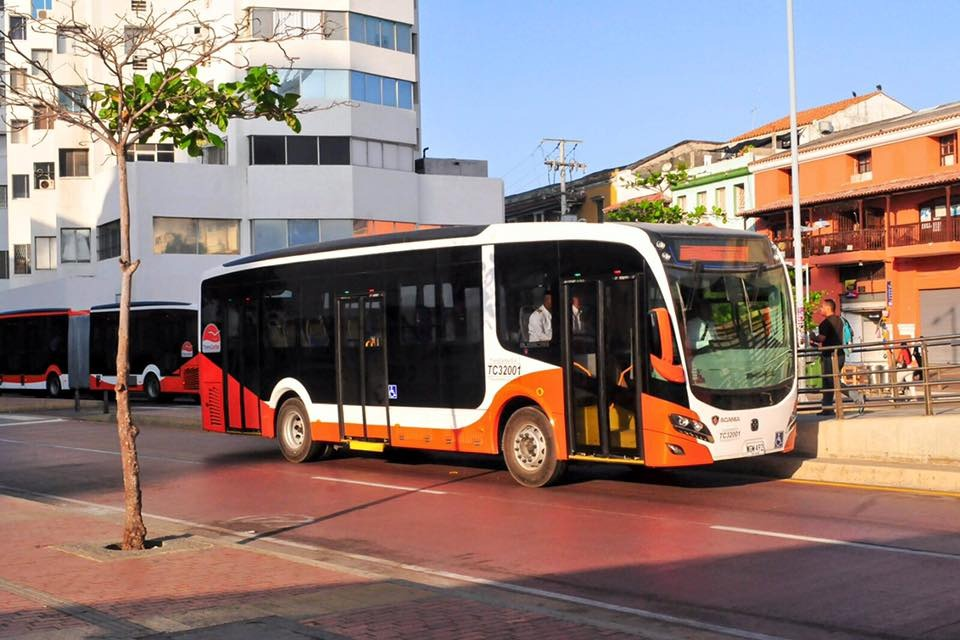
Bus padrón de TransCaribe llegando a la estación centro.

Es un vehículo con capacidad para 90 pasajeros que cuenta con puertas de acceso en ambos lados para recoger y dejar pasajeros tanto en las vías mixtas de las rutas pre-troncales como en las estaciones del sistema en la vía troncal.
- Bus tipo busetón

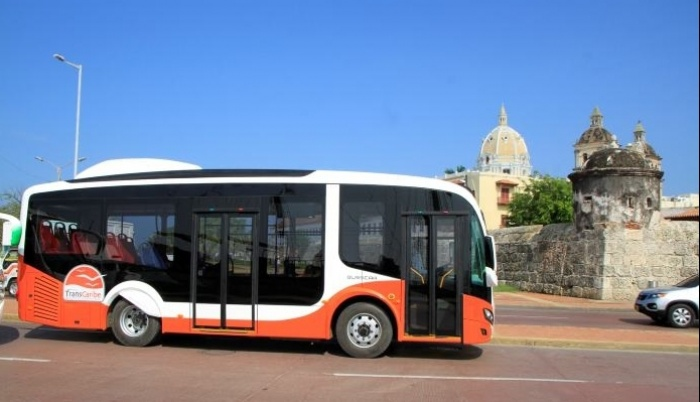
Bus busetón de TransCaribe transitando cerca a las murallas de Cartagena.

Es un vehículo sencillo con capacidad para 50 pasajeros. Se encarga de movilizar a los usuarios desde y hacia los barrios que no tienen cobertura cercana de las estaciones ni de rutas pre-troncales.

## Rutas
- Rutas troncales

Transportan usuarios en vehículos de alta capacidad (articulados de 160 pasajeros o Padrones de 90 pasajeros) desde las terminales de transferencia hasta las estaciones de parada a lo largo de los corredores troncales. Los buses circulan por carriles exclusivos en esta rutas, en las cuales existe integración física, operacional y tarifaria.
- Rutas pre-troncales

Transportan usuarios por corredores pre-troncales no atendidos por las rutas troncales con vehículos tipo Articulado y Padrón, desde y hasta las estaciones de parada y las terminales de transferencia, permitiendo integración física, operacional y tarifaria.
- Rutas alimentadoras

Provienen de la periferia de la ciudad y son las encargadas de captar y distribuir la demanda en la cuenca de influencia hasta la terminal de integración y son recorridas por buses convencionales de 50 pasajeros. En estas rutas se permite la integración física, operacional y tarifaria.
- Rutas complementarias

Cumplen la función de transportar usuarios desde las zonas no atendidas por rutas troncales, alimentadoras, pretroncales por corredores secundarios y con vehículos convencionales sin integración tarifaria física con el sistema tronco-alimentador. En este grupo pueden clasificarse las rutas suburbanas o municipales que solo se integran físicamente en las terminales de transferencia.

## Estaciones y Portales

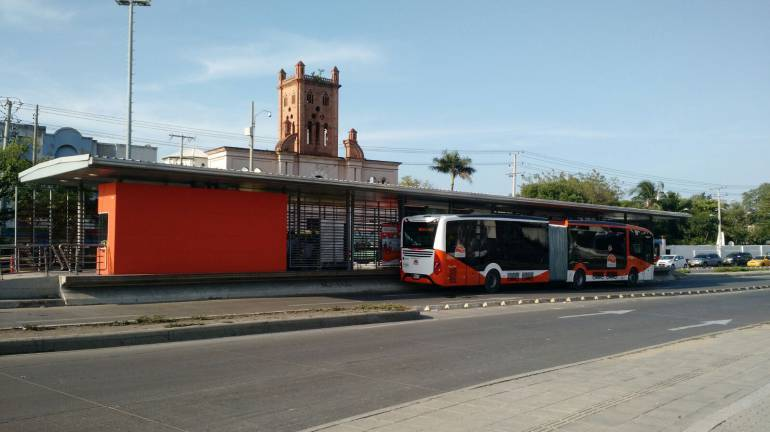
Estación Maria Auxiliadora trabajando con normalidad.

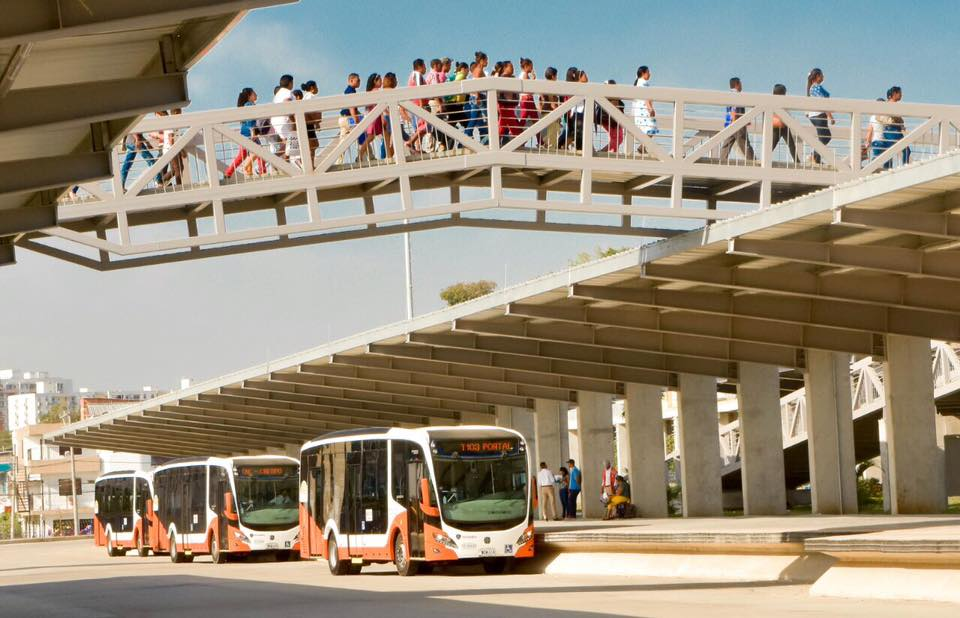
Intercambiador en el patio portal transcaribe.

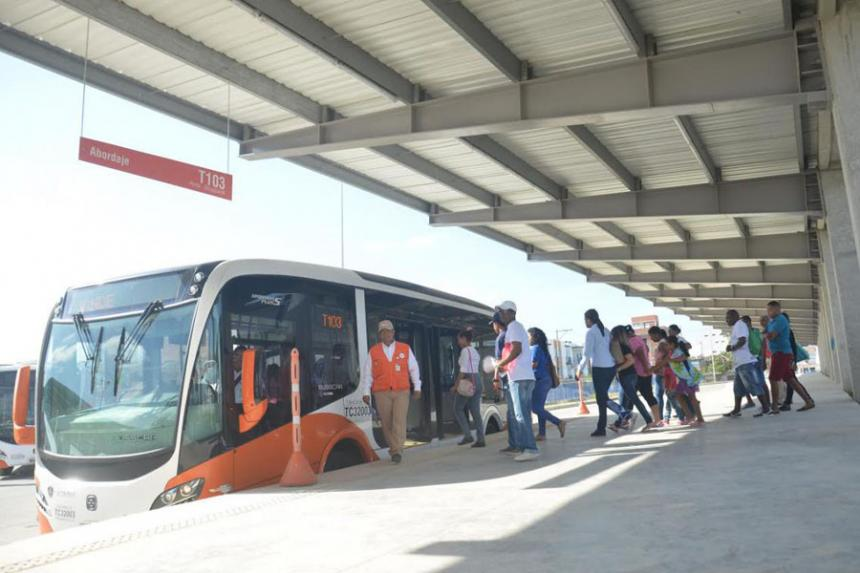
Abordaje en el patio portal transcaribe.

Estaciones y Portales del sistema de transporte masivo de Cartagena.
Estaciones Del Sistema
1. Estación La Bodeguita
2. Estación Centro
3. Estación Chambacú
4. Estación Lo Amador
5. Estación La Popa
6. Estación Las Delicias
7. Estación Bazurto
8. Estación El Prado[3]
9. Estación María Auxiliadora
10. Estación España
11. Estación República del Líbano
12. Estación Cuatro Vientos
13. Estación Villa Olímpica
14. Estación Los Ejecutivos
15. Estación Los Ángeles
16. Estación La Castellana
17. Estación Madre Bernarda

Portales e Intercambiadores
1. Patio portal TransCaribe
2. Estación de Transferencia Santa Lucía